# Ernst Berg
Ernst Gunnar Harald Berg (i riksdagen kallad Berg i Eriksdal senare Berg i Haga), född 27 januari 1886 i Timrå, död 23 augusti 1948 i Sköns församling, var en svensk sågverksarbetare och socialdemokratisk riksdagspolitiker.
Berg var ledamot av riksdagens andra kammare 1928 och från 1930 i Västernorrlands läns valkrets. Motionerade bl a om anslag till vägar, om ändring i semesterlagen samt om inrättande av en hovrätt i Sundsvall.